# Observatoire d'astronomie des Bauges
L’Observatoire d'astronomie des Bauges est un observatoire astronomique situé en France sur la commune de Saint-François-de-Sales dans le département de la Savoie en région Auvergne-Rhône-Alpes.
Il est inauguré en septembre 2012 dans le massif des Bauges (parc naturel régional du Massif des Bauges, géoparc des Bauges) et est parrainé par Dominique Proust.
Sa coupole de 3,50 m de diamètre a été fabriquée en Australie.
Il dispose également, pour le public, d'un immense dôme gonflable afin d’assister à une projection de la voute céleste.
48 000 € de financement ont été nécessaires pour construire la coupole, avec la participation de L'Union européenne et du conseil général de la Savoie.
À partir de l'été 2013, des animations  y seront organisées à chaque édition de la Nuit des Étoiles.